# Teledue
Teledue è un canale televisivo generalista del Gruppo Norba, noto in passato come Telenorba 8. È stato affiliato al circuito Italia 7.

## Storia
Nel 2006 il cambio di denominazione avvenne in seguito a un restyling generale del gruppo televisivo. Nella stessa occasione il canale principale del gruppo, Telenorba, aggiunse il numero "7" al proprio nome, diventando Telenorba 7, mentre il terzo canale, precedentemente noto come Telepuglia, aggiunse un "9", diventando Telepuglia 9. Tuttavia fino al 2010 durante la maggior parte delle trasmissioni di Telenorba 8 continuò a comparire a fianco al logo TN8 anche la scritta "Teledue".
Dal 15 novembre 2014 Telenorba 8 tornò a chiamarsi Teledue a seguito di un nuovo restyling dei due canali principali del gruppo. Inizialmente il logo di Telenorba 8 coesistette sullo schermo insieme a quello di Teledue e poi scomparve definitivamente a dicembre 2014..
A seguito del refarming aprile 2022, l'emittente occupa il canale 12 del DTT. Il canale 11, occupato in precedenza, è riassegnato a Radio Norba Television.
Il 15 novembre 2023 il canale passa all'HD, diventando disponibile esclusivamente in tale definizione.

## Personale

### Direttori
- Leo Zani (2014 - 2018) (dal 2018 consulente del gruppo)
- Antonio Azzalini (2018 - 2022)
- Marco Montrone (dal 2022 ad interim)

## Programmi

### Programmi in onda

#### Intrattenimento
- Buongiorno, condotto da Rosaria Rollo
- Comò, condotto da Giancarlo Montingelli e Carla De Girolamo
- Fatti ad Arte, condotto da Alina Liccione
- Mezzogiorno e dintorni, condotto da Nick Difino e Mayra Pietrocola

#### Telenovelas
- Cuori rubati
- Senza Fine
- Dolce Valentina

#### Sitcom
- Catene (con Dante Marmone e Tiziana Schiavarelli)
- Very Strong Family (con Manuel e Kikka)
- Skoppiati (con Fabio e Mingo)
- Mudù Story (con Uccio De Santis)
- GiuBox (con Pio e Amedeo)
- Tra sogno e realtà (con Ninni Di Lauro)

#### Palinsesto Tipo dal Lunedì al Venerdì
11:00 Shopping in TV
11:30 Catene (Sitcom) 
14:00 Teledue News 
14:30 Tocco di Tacco (Rubrica Sportiva)
14:45 Shopping in TV
16:45 Sottanos (Sitcom)
17:30 Teledue News 
20:00 Qui Studio A Voi Stadio (Simulcast Telelombardia)

### Programmi passati

#### Sitcom
- Il Polpo (con Toti e Tata)
- Aldilà (con Dante Marmone e Tiziana Schiavarelli)
- Ciccillo Bandiera (con Franco De Giglio)
- I Comisastri Television (con Piero Bagnardi)
- La Casa di Cartone (con Piero Bagnardi)
- Sottanos (con Checco Zalone)
- Robinuccio (con Uccio De Santis)
- Cervelli in fuga (con Max Boccasile e Carlo Maretti)
- Benvenuti al Centro (con Manuel de Nicolò)
- Proverbialmente 2 (con Mino Barbarese)
- Skerzal Market (con Lino e Tiz)
- Una pantofola per due (con Lino e Tiz)
- Italo (con Gianni Ciardo)
- Mamma che figura! (con Enzo Pisconti)
- Don Luca

#### Intrattenimento
- Pronto...è Pronto?, condotto da Max Boccasile e Carlo Maretti con la partecipazione di Federica Maggellino
- Masserie Misteriose (con Mauro Dalsogno)
- Comuni verdi (programma dedicato ai comuni che effettuano la raccolta differenziata)
- Un sacchetto bello (programma sulla raccolta differenziata)
- E buttati! (quiz show dedicato alla raccolta differenziata con Antonio Stornaiolo)

#### Telenovelas
- La forza dell'amore
- Manuela
- Miami
- Zingara
- Top Model

## Ascolti

### Contatti giorno medio mensile target 4+ di Teledue
|      | Gennaio | Febbraio | Marzo   | Aprile  | Maggio  | Giugno  | Luglio  | Agosto  | Settembre | Ottobre | Novembre | Dicembre | Media anno |
| ---- | ------- | -------- | ------- | ------- | ------- | ------- | ------- | ------- | --------- | ------- | -------- | -------- | ---------- |
| 2016 | 392.487 | 372.010  | 346.481 | 277.023 | 322.727 | 362.647 | 326.508 | 278.575 | 330.689   | 324.557 | 294.555  |          |            |